# Priolepis robinsi
Priolepis robinsi es una especie de peces de la familia de los Gobiidae en el orden de los Perciformes.

## Distribución geográfica
Se encuentra en  Santa Marta (Colombia ).

## Observaciones
Esta especie parece ser endémica de la región de Santa Marta en el Caribe colombiano donde no es abundante. Habita fondos duros entre 5 y 27 m de profundidad, incluyendo formaciones coralinas, sustratos rocosos y fondos de cascajo. Se alimenta de crustáceos pequeños. Es inofensivo para los humanos.